# 薩克鎮區 (阿肯色州勞倫斯縣)
薩克鎮區（英語：Thacker Township）是位於美國阿肯色州勞倫斯縣的一個行政鎮區。

## 地方資料
薩克鎮區的面積為7.95平方千米，當中陸地面積為7.76平方千米，而水域面積為0.19平方千米。根據2010年美國人口普查的數據，當地共有人口453人，而人口密度為每平方千米56.98人。